# Jānis Klaužs
Jānis Klaužs (ur. 6 maja 1953 w Līvāni) – łotewski samorządowiec i polityk, od 2006 poseł na Sejm. 

## Życiorys
W 1977 ukończył studia z dziedziny gospodarki leśnej w Akademii Rolniczej w Jełgawie, po czym pracował w zawodzie. W latach 2001 i 2005 był wybierany w skład rady gminy Līvāne z rekomendacji Partii Ludowej (od 2002 do 2006 sprawował funkcję wiceprzewodniczącego rady). W wyborach w 2006 uzyskał mandat posła w Łatgalii z ramienia Partii Ludowej, zaś w wyborach w 2010 i 2011 z listy Związku Zielonych i Rolników.